# アルバート・ヘンリー・フルウッド
アルバート・ヘンリー・フルウッド（Albert Henry Fullwood、1863年3月15日 - 1930年10月1日）はイギリス生まれで、オーストラリアで活動した画家、イラストレーターである。オーストラリアの印象派の画家のグループ、ハイデルバーグ派の画家、トム・ロバーツやアーサー・ストリートンらと活動した。第一次世界大戦中はオーストラリア陸軍の公式戦争画家も務めた。

## 略歴
バーミンガム市内のホックリー(Hockely)に生まれた。1878年からバーミンガム協会(Birmingham Institute)の美術の夜間コースで学び、YMCAの風景画学校でも学んだ。卒業後、1883年にオーストラリアのシドニーに移り、印刷、出版会社のジョン・サンズで版画の原画を描く仕事についた。
1884年にニューサウスウェールズ美術協会に入会し、その頃、オーストラリアの絵入り地図集の製作の仕事に雇われ、オーストラリア北部を旅し、多くの図版を描いた。後に「The Sydney Mail」などの新聞の挿絵を描く仕事に就いた。画家としての活動も行い1892年に2点の水彩画がニュー・サウス・ウェールズ州立美術館に買い上げられた。シドニー美術家協会の創立に貢献し、最初の理事の一人になった。1900年にアメリカのニューヨークの展覧会に出展した後、ヨーロッパに戻り、ロンドンを活動拠点にして、1901年と1904年にロイヤル・アカデミー・オブ・アーツの展覧会に出展し、各地の展覧会に出展した。第一次世界大戦が始まると、連合軍芸術部隊(Allied Art Corps)やロンドンの病院で衛生兵として働き、オーストラリア軍の公式戦争画家に任じられた。
1920年にシドニーに戻った後は水彩画家、版画家として働いた。
作品はニュー・サウス・ウェールズ州立美術館のほか、ビクトリア国立美術館、南オーストラリア州立美術館、ドレスデン美術館、ブダペスト国立西洋美術館、オーストラリア戦争記念館などに収蔵されている。

## 作品

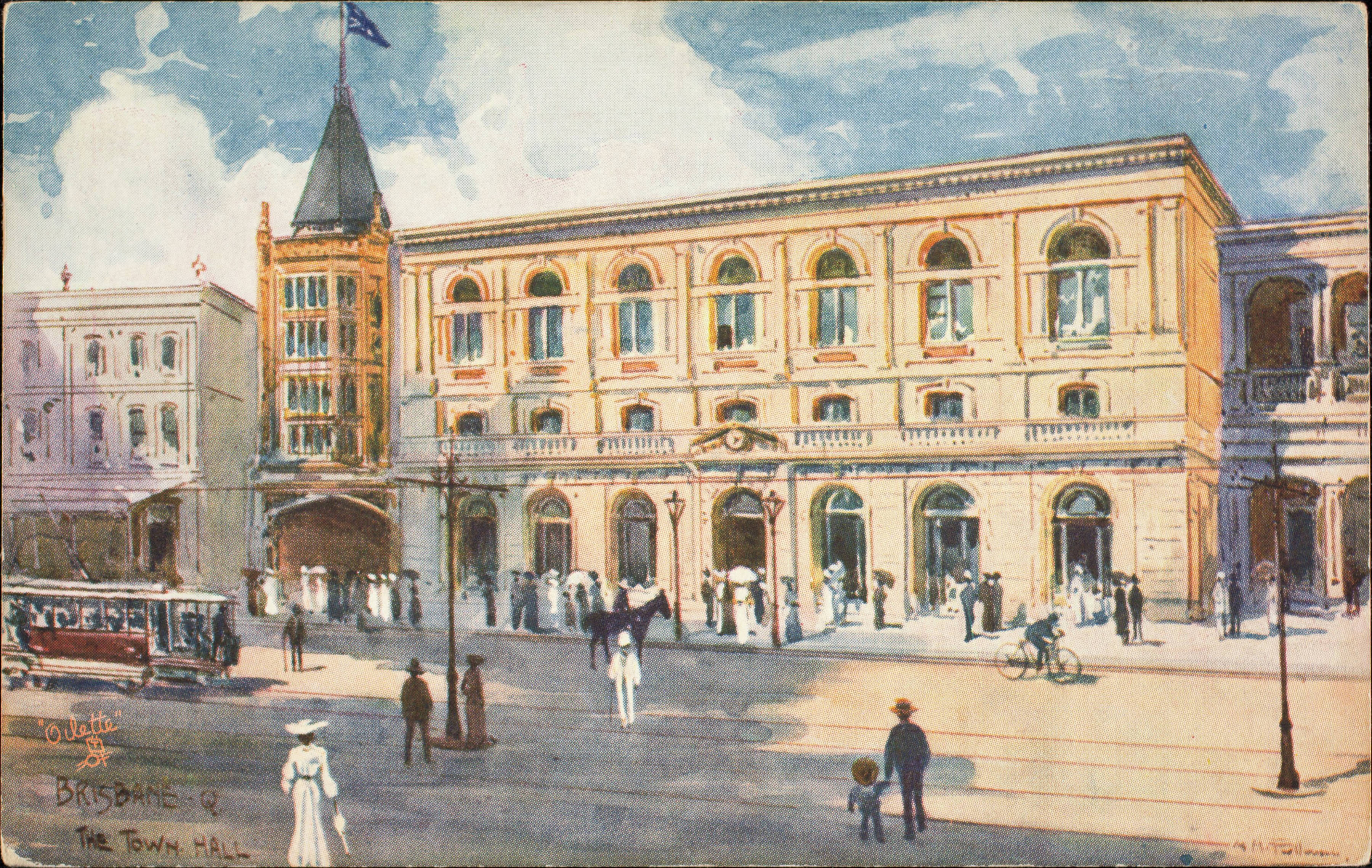
ブリスベーンの市庁舎
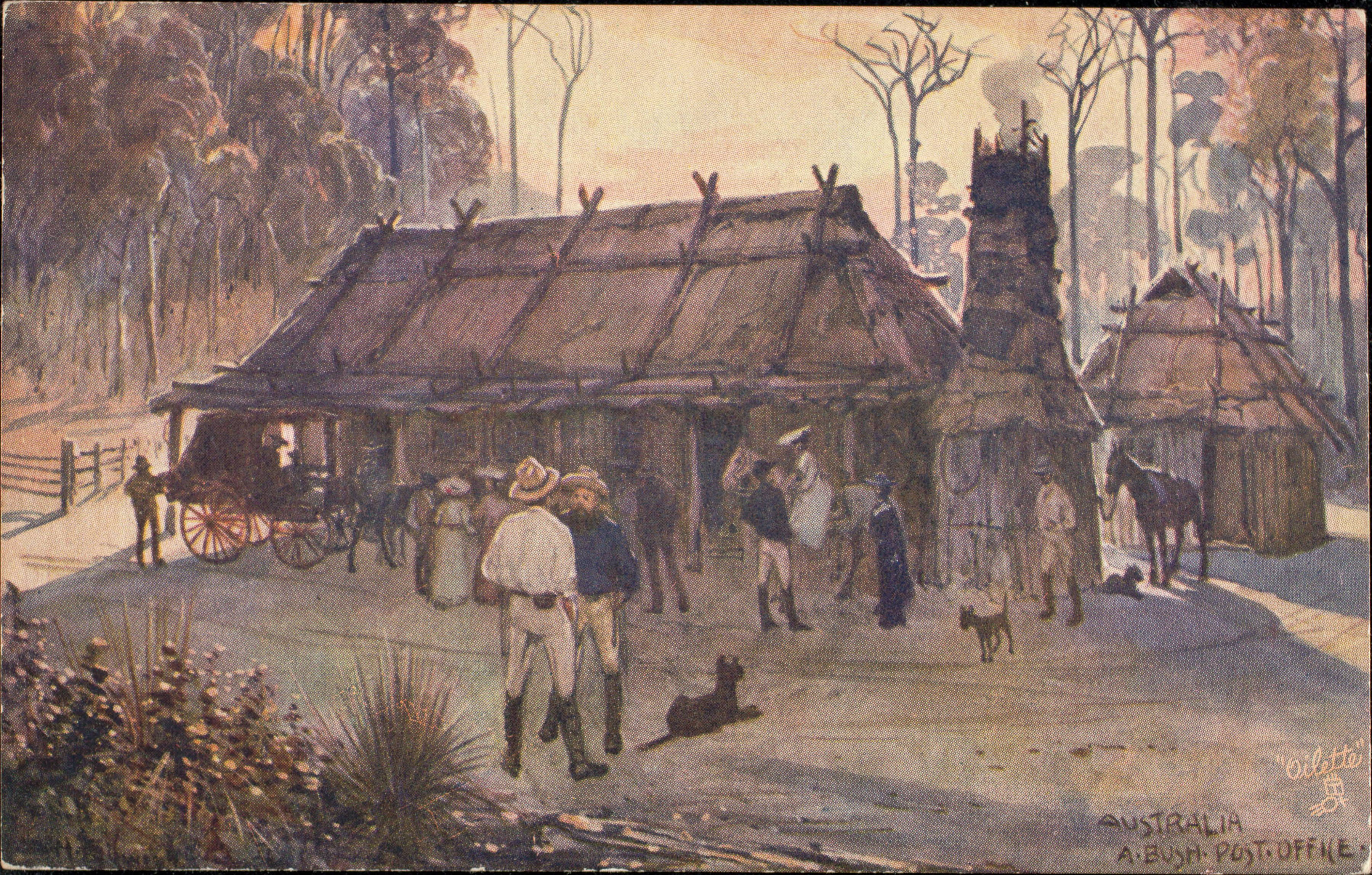
田舎の郵便局
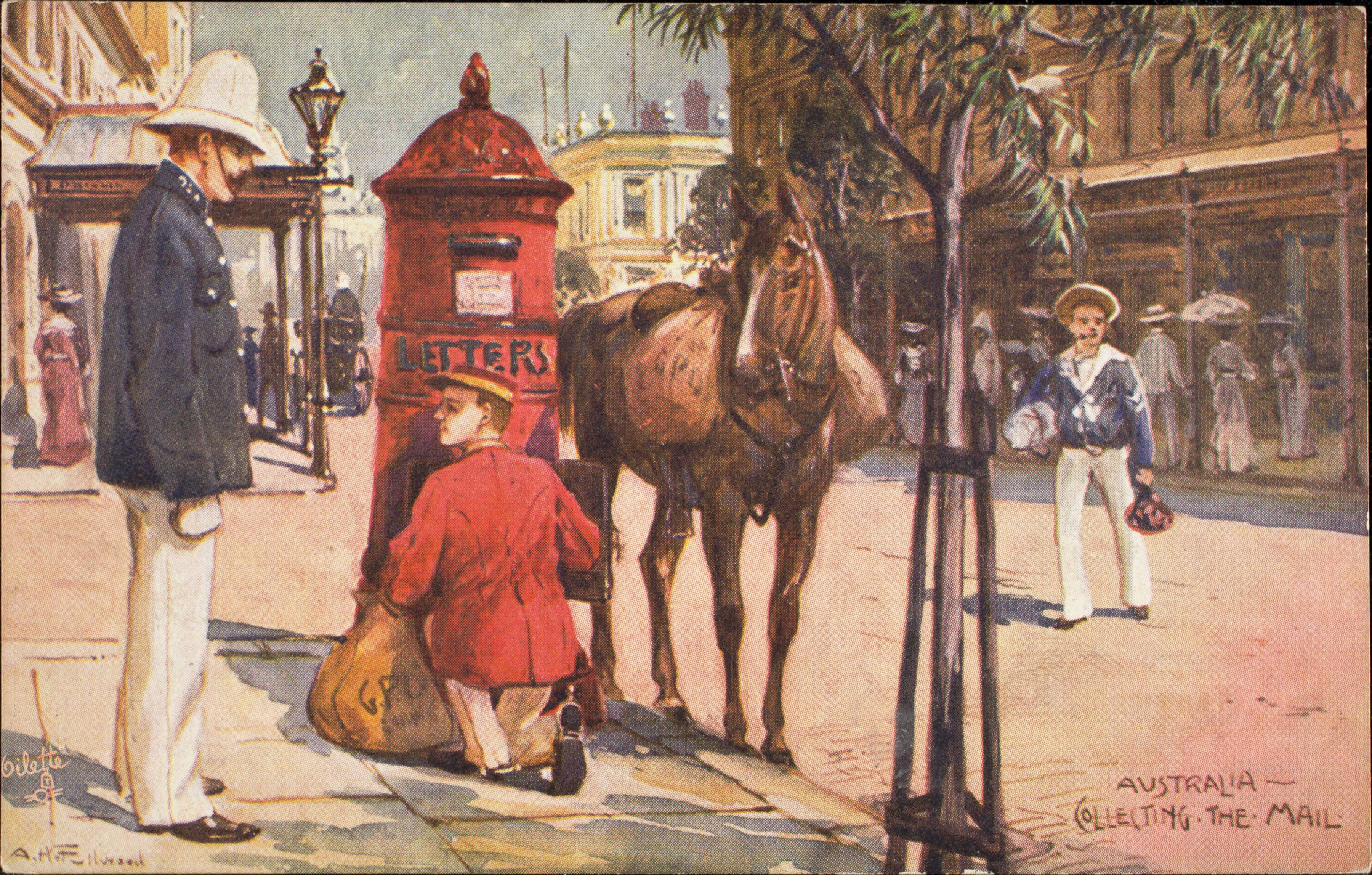
郵便物の収集
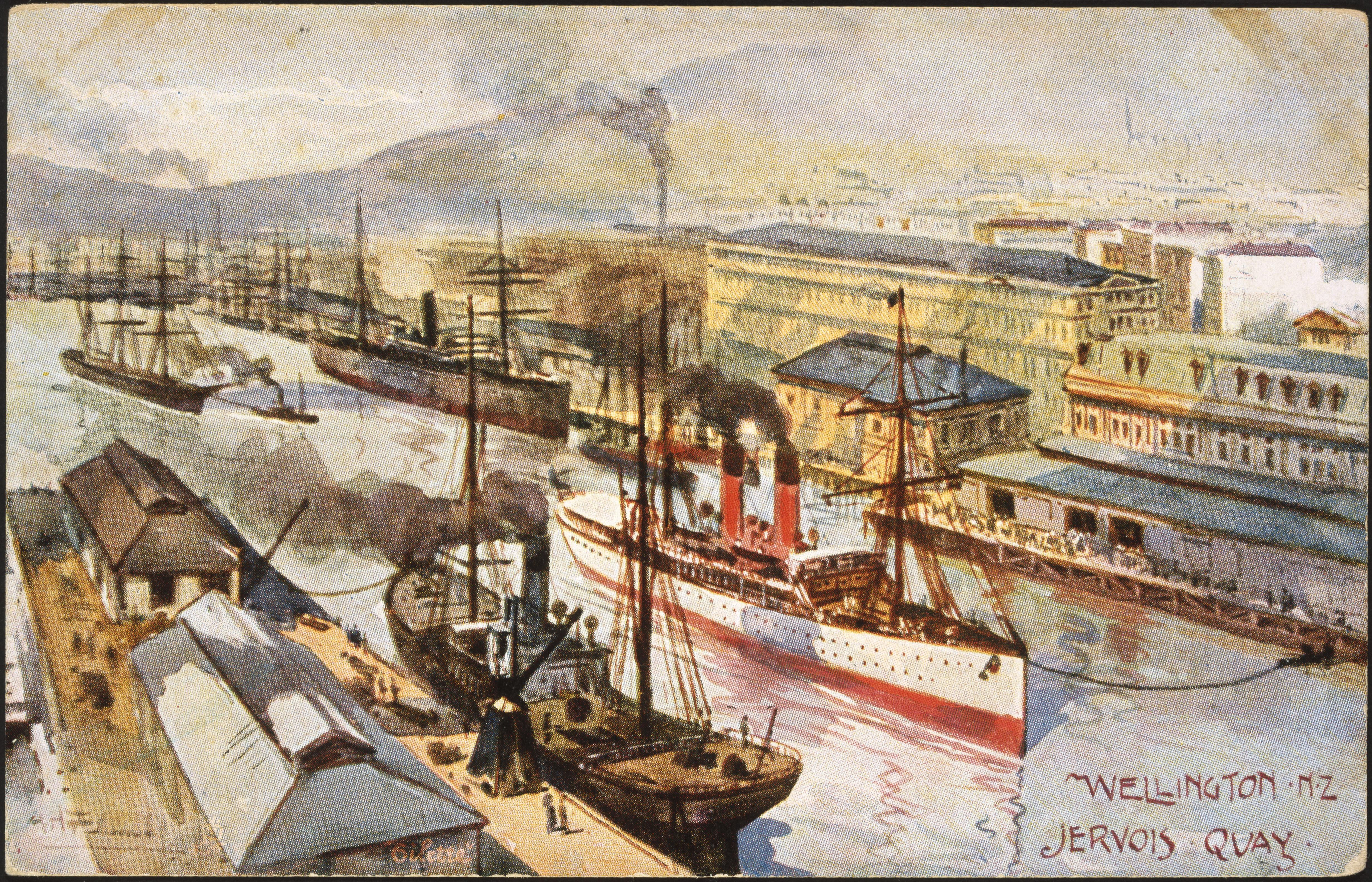
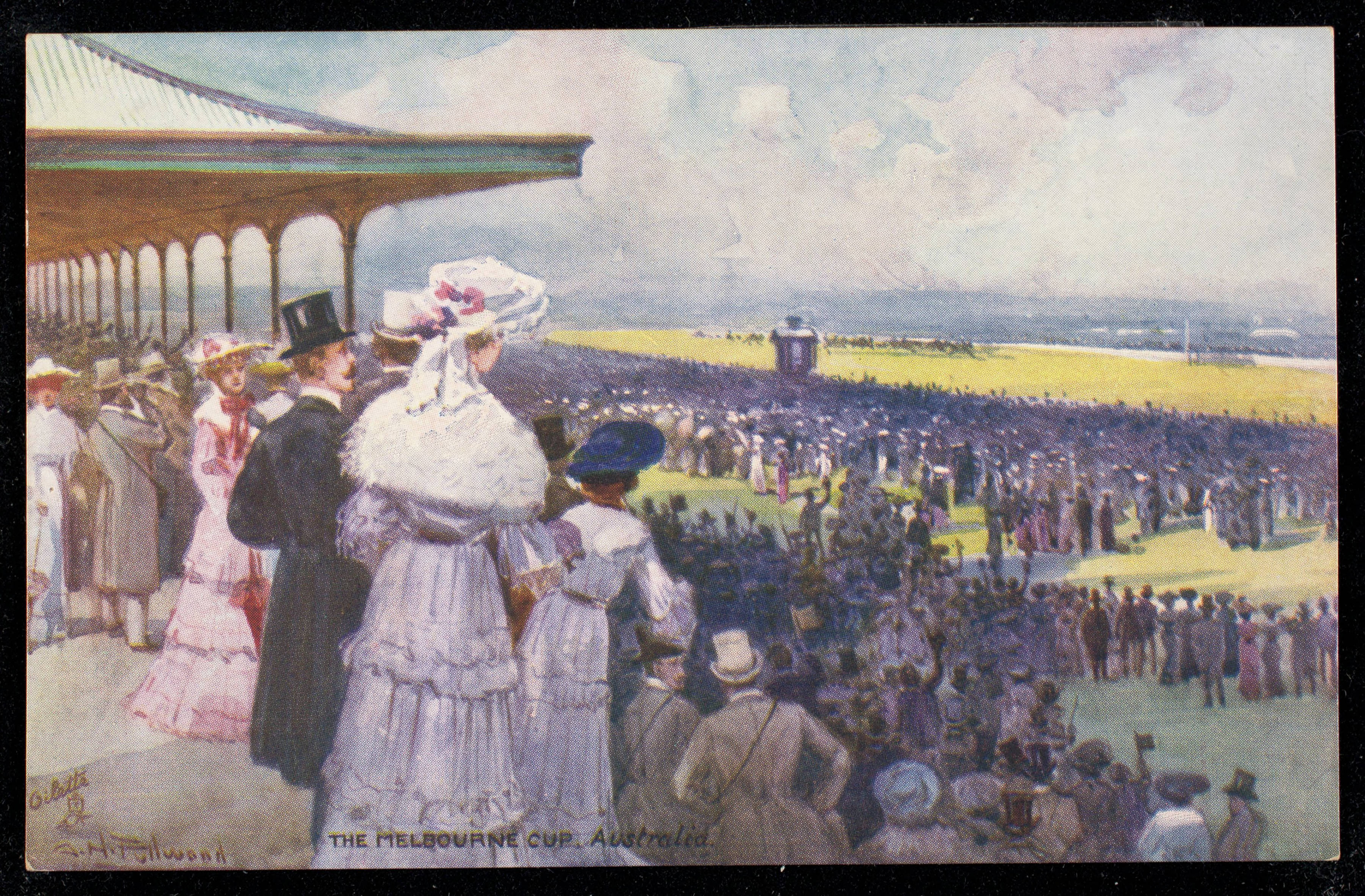
競馬場
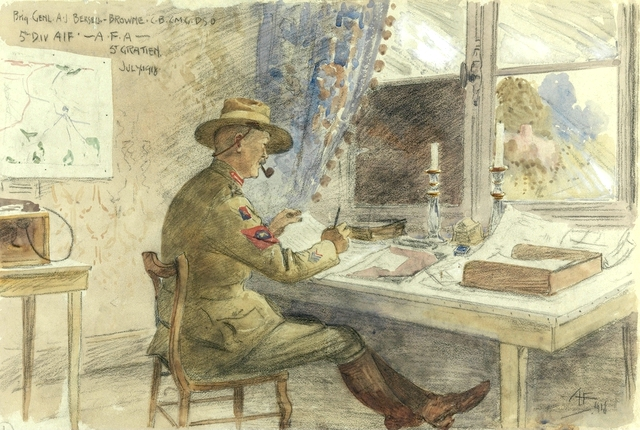
オーストラリア軍将校